# 雾化器
在医学上，雾化器（nebulizer）或雾化吸入器是一种给药装置，通過該裝置，患者可以將雾状藥物吸入肺部。雾化器通常用于治疗哮喘、囊腫性纖維化、慢性阻塞性肺病和其他呼吸系统疾病或紊乱。該裝置利用氧气、压缩空气或超声波的力量将溶液和悬浮液分解成小的气溶胶液滴。气溶胶是一种气体和固体或液体颗粒的混合物。